# Rhynchomys tapulao
Espèce
Statut de conservation UICN

 DD  : Données insuffisantes
Rhynchomys tapulao est une espèce de rongeurs de la famille des Muridae, endémique des Philippines.

## Taxonomie
L'espèce est décrite pour la première fois par Balete, Rickart, Rosell-Ambal, Jansa et Heaney en 2007.

## Distribution

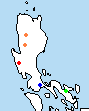
Répartition des espèces du genre Rhynchomys
sur l'île de Luçon aux Philippines :
R. tapulao
Rhynchomys soricoides
R. banahao
R. isarogensis

L'espèce est endémique de l'île de Luçon aux Philippines, sur le Mont Tapulao (d) (province de Zambales). L'holotype a été collecté à 2 024 m d'altitude dans la forêt humide.

## Étymologie
Son nom spécifique, tapulao, fait référence au lieu de la découverte des spécimens, le mont Tapulao, la plus haute montagne de Zambales. Tapulao est le nom donné à cette montagne en dialecte Sambal (d) et est également utilisé pour nommer un pin local, Pinus merkusii. Les auteurs suggèrent que le nom vernaculaire anglais de cette espèce soit Zambales shrew-rat.

## Écologie
L'espèce est active au crépuscule et durant la nuit. L'estomac de deux spécimens a précisé une partie du régime alimentaire : vers de terre, centipèdes, collemboles, coléoptères de la famille des Staphylinidae et larves d'insectes indéterminées.

## Menaces
L'Union internationale pour la conservation de la nature la place dans la catégorie « Données insuffisantes » par manque de données relatives au risque d'extinction en 2008.

## Publication originale
- (en) Danilo S. Balete, Eric A. Rickart, Ruth Grace B. Rosell-Ambal, Sharon Jansa et Lawrence Heaney, « Descriptions of two new species for Rhynchomys Thomas (Rodentia: Muridae: Murinae) from Luzon Island, Philippines », Journal of Mammalogy, Baltimore, Allen Press (d), OUP et ASM, vol. 88, no 2,‎ avril 2007, p. 287-301 (ISSN 0022-2372 et 1545-1542, OCLC 1800234, DOI 10.1644/06-MAMM-A-090R.1, lire en ligne).